# Mniejszość Niemiecka
Mniejszość Niemiecka (německy Deutsche Minderheit, česky Německá menšina) je polská politická strana, která reprezentuje německou menšinu v Polsku. Po parlamentních volbách v roce 2015 obdržela strana jedno místo v Sejmu.

## Program
Mniejszość Niemiecka podporuje hlubší integraci Polska do Evropské unie, rozvoj Opolského Slezska a lepší ochranu menšin.

## Zastoupení v Sejmu
Na Mniejszość Niemieckou se jako stranu národnostní menšiny nevztahuje pětiprocentní klauzule pro překročení volitelnosti do Sejmu.